# 张志军 (1953年)
张志军（1953年2月—），男，江苏南通人，中华人民共和国政治人物。北京大學畢業。中国共产党第十八届中央委员，曾任中共中央台湾工作办公室主任、国务院台湾事务办公室主任。原任外交部常务副部长，负责外交部常务工作、主管政策规划事务。現任全国人民代表大会外事委员会副主任委員、海峽兩岸關係協會會長。

## 生平

### 教育经历
张志军1971年進入北京大学就讀，后赴英国留学。

### 政治生涯
1975年进入中華人民共和國外交部（中共中央对外联络部）任職，曾任七局干部、副处长、美大北欧局处长。
1991年起在中華人民共和國驻英国大使馆任一等秘书。
1994年出任中联部美大北欧局副局长。
1996年出任中共山东省淄博市委副书记。
1997年起又历任中联部研究室主任、美大北欧局局长、副秘书长、副部长等职。
2000年起出任中联部副部长。
2009年调任中华人民共和国外交部常务副部长。
2010年出任中华人民共和国外交部党委书记。
2013年3月，接替出任外交部长的王毅担任中共中央台湾工作办公室主任。
2018年3月，轉任全国人民代表大会外事委员会副主任委員。
2018年4月，接替陳德銘出任海峡两岸关系协会会长。2018年2月24日，当选为第十三届全国人大代表。

## 事蹟與軼事

### 台湾事务
- 2013年10月6日，在印尼峇里島举办之前的第二十一届亚太经合组织领导人非正式会议，张志军參與两岸事务协调工作，讓當時的中華民國總統马英九特使萧万长能与中共中央总书记习近平会晤，並首次让中華民國陆委会参与APEC会议，加上贊同並邀請中華民國行政院大陸委員會主任委員的王郁琦在适当时间访问中國大陸，被認為是两岸关系进展的一大突破。

### 2014年
2014年2月11日，张志军与陆委会主委王郁琦在南京召开首次两岸事务首长会议，双方互以官衔称呼。张志军同意具体落实台生在中國大陆的相关医疗保险，陆委会表示肯定。王郁琦在「张王会」後记者会上表示，双方同意建立常态沟通机制。

2014年6月25日，为了建立两岸互访常态化机制，以及作为对陆委会主委王郁琦访问南京的回访。张志军首度访台，成為中國大陸第一位訪問台灣的國臺辦主任，并将深入台湾基层走访。時任中國國民黨主席马英九对此表示：“张志军访台显示两岸关系确实有相当的进展。”

## 家庭
已婚，有一女。